# 송전선

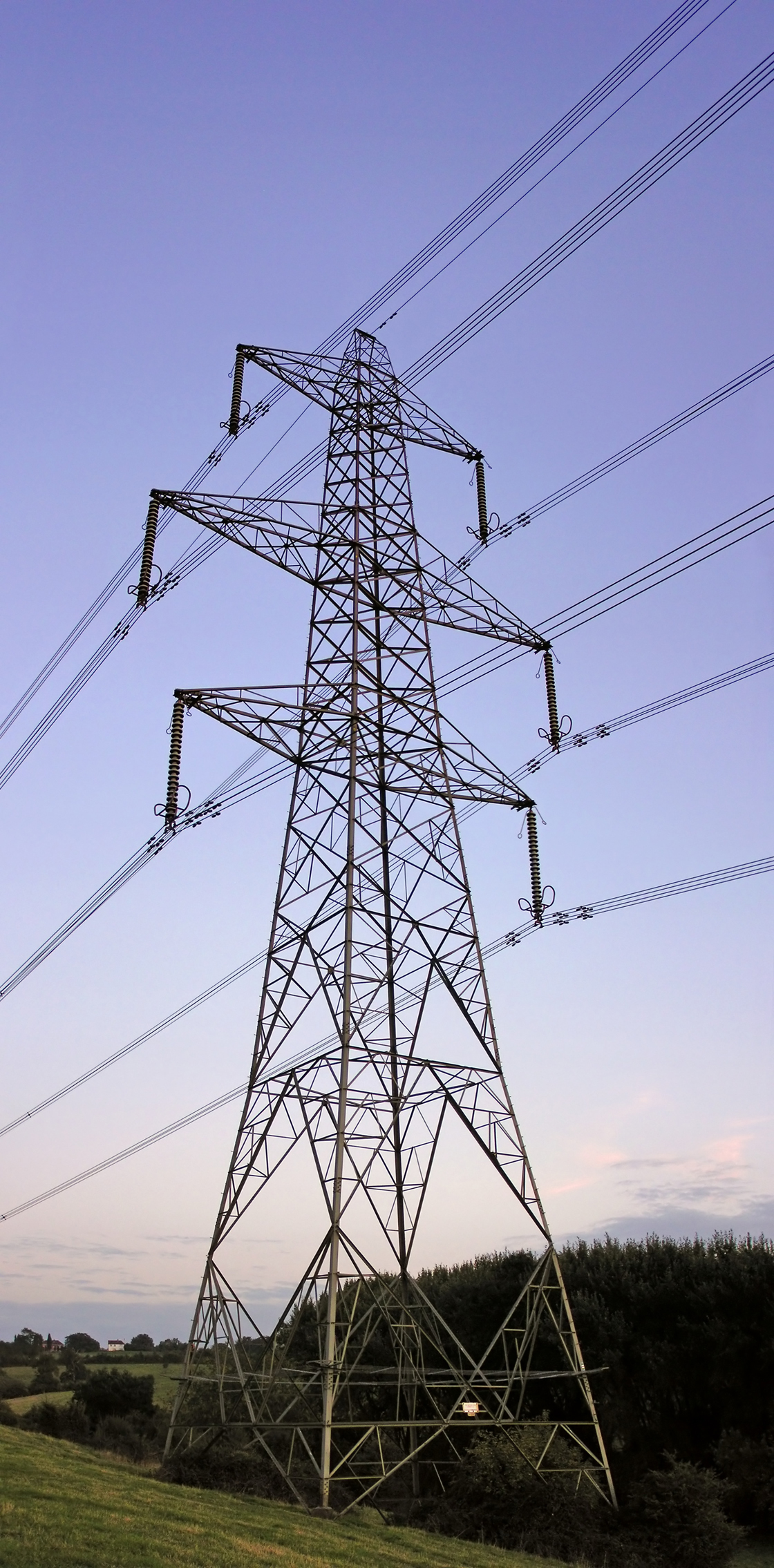
송전탑에 매달려 있는 송전선(잉글랜드 글로스터셔주)

송전선(送電線)은 배전과 송전을 위한 구조물이다. 송전탑 혹은 전봇대의 지지를 받은 하나 혹은 그 이상의 전기 전도체를 구성하고 있다. 공기가 좋은 절연체가 되어주기 때문에 송전선은 대량 송전과 비용 절감에 용이하다.

## 동작 전압에 의한 분류
- 저전압: 1천 볼트 이하
- 중전압: 1-69킬로볼트
- 고전압: 100킬로볼트 이하
- 초고전압: 345-800킬로볼트
- UHV 전압: 800킬로볼트 이상

## 같이 보기
- 송전
- 송전탑